# Feuerwehr Iserlohn
Die Feuerwehr Iserlohn ist für die nichtpolizeiliche Gefahrenabwehr im Gebiet der Stadt Iserlohn zuständig und gliedert sich in eine Berufsfeuerwehr und eine Freiwillige Feuerwehr. Sie sorgt für die Brandbekämpfung und die allgemeine Hilfe. Die Berufsfeuerwehr stellt den Rettungsdienst der Stadt.

## Berufsfeuerwehr

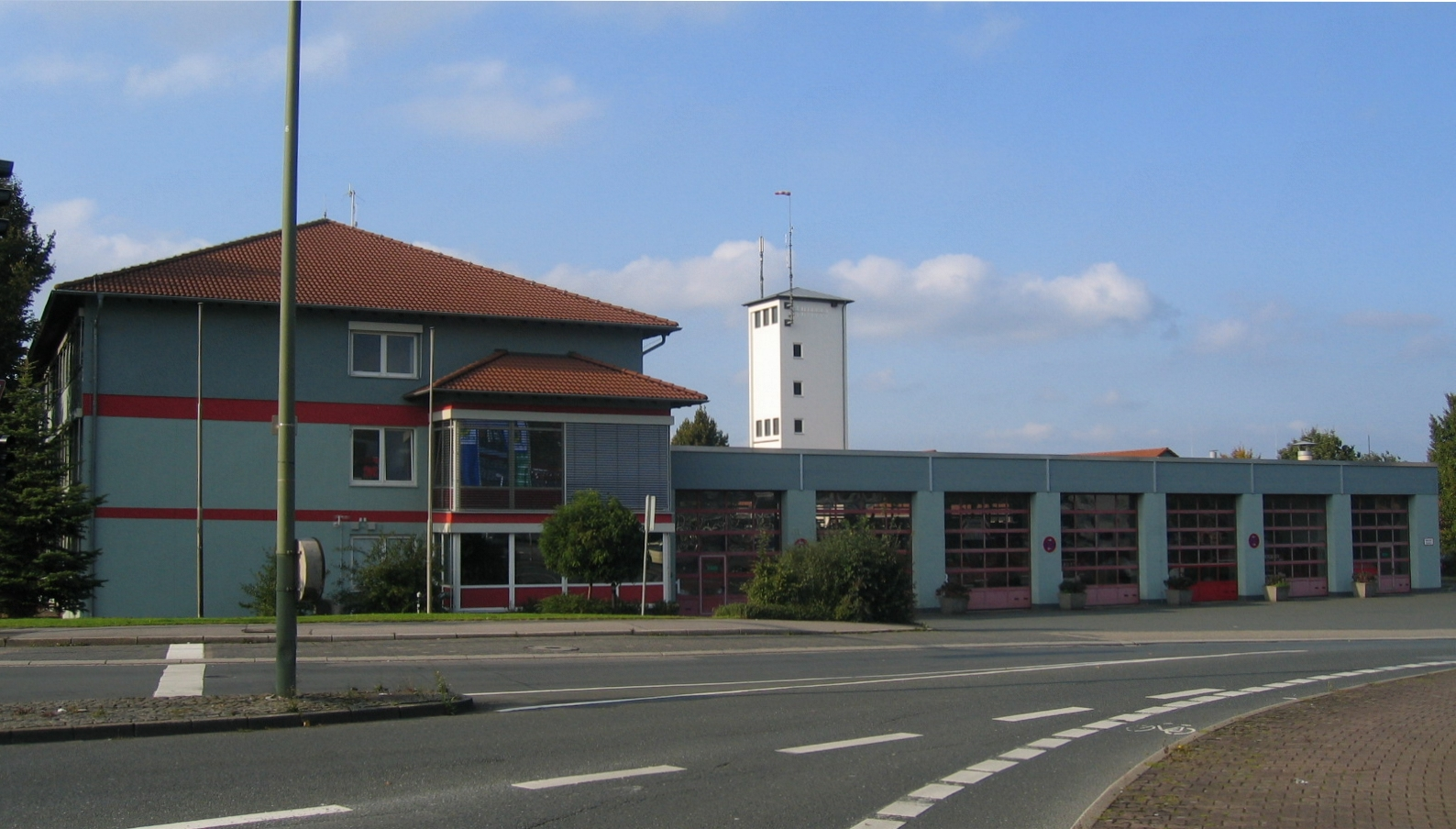
Feuerwache

Die Berufsfeuerwehr ist in der im Jahr 1972 eingeweihten Berufsfeuerwache untergebracht, die 2011/12 um einen Anbau erweitert wurde. Die Hauptwache befindet sich am Ortsrand von Nußberg an der Dortmunder Straße 112. Für sie konnte die Nummer des Notrufs als Hausnummer vergeben werden, da an der Dortmunder Straße nur wenige Gebäude liegen. Die Außenstelle ist die Rettungsaußenstelle Letmathe.
Bei den Übergriffen gegen jüdische Bürger im November 1938 wurden die Synagoge an der Mendener Straße in Brand gesetzt, das bis auf die Grundmauern niederbrannte. Die anrückende Iserlohner Feuerwehr wurde am Löschen gehindert. Die Iserlohner Feuerwehr wurde im Jahr 1945 als hauptamtliche Wache mit 15 Mann gegründet und war in der Nähe des heutigen Schillerplatzes in der Innenstadt untergebracht. Seit 1972 existiert die neue Hauptwache an der Dortmunder Straße. Die heutige Berufsfeuerwehr wurde 1974 gegründet. Heute werden 128 Funktionen im Einsatzdienst beschäftigt, wobei der Frauenanteil in den letzten Jahren gestiegen ist. Pro Schicht verrichten insgesamt 29 Personen ihren Dienst auf der Feuerwache, davon jeweils 13 im Brandschutz und im Rettungsdienst und 3 auf der Einsatzzentrale.
Es wird ein umfangreicher Fuhrpark unterhalten. Für die Einsatzleitung gibt es einen Einsatzleitwagen 1 (ELW 1). Unter den drei Löschfahrzeugen sind ein Hilfeleistungslöschgruppenfahrzeug (HLF) 20 und ein Tanklöschfahrzeug (TLF) 4000 im Einsatzdienst, sowie ein weiteres Hilfeleistungslöschgruppenfahrzeug 10 als Reservefahrzeug. Weiterhin gibt es ein Drehleiterfahrzeug (DLAK) 23/12, und einen Rüstwagen (RW).
Im Rettungsdienst sind drei Rettungswagen (RTW) ganztägig, zwei Krankentransportwagen (KTW), davon einer im 24-Stunden-Dienst und einer im Tagesdienst, und ein Notarzteinsatzfahrzeug (NEF) am Standort Dortmunder Straße stationiert. Ein weiterer RTW im Tagesdienst befindet sich an der Rettungsaußenstelle Letmathe. Jeweils ein weiteres NEF und KTW sowie zwei RTW fungieren als Reservefahrzeuge. Seit Januar 2020 wird der KTW-Tagdienst nicht mehr durch die Berufsfeuerwehr, sondern durch den Malteser Hilfsdienst (MHD) und der KTW im 24-Stunden Dienst durch das Deutsche Rote Kreuz (DRK) Lüdenscheid besetzt.
Bis Dezember 2018 war ein zweites Notarzteinsatzfahrzeug (NEF) im Tagesdienst am Marienhospital in Letmathe stationiert. Von Januar 2019 bis November 2019 war dieses zweite NEF im Wechsel mit einem RTW, der im Bedarfsfall als Notarztwagen (NAW) eingesetzt wurde, am Feuerwehrhaus der Freiwilligen Feuerwehr Letmathe stationiert. Seit November 2019 verfügt die Stadt Iserlohn über kein zweites NEF mehr, weil das Marienhospital Letmathe zum 1. November 2019 den Krankenhausbetrieb eingestellt hat und die Fortschreibung des Rettungsdienstbedarfsplans keinen Bedarf für ein zusätzliches NEF in Iserlohn vorsieht.
Unterstützt und geleitet werden die Einsätze mit sechs Kommandowagen. Die Feuerwehr besitzt sechs Abrollbehälter (AB Atemschutz, AB Einsatzleitung, AB Gefahrgut, AB MANV, AB Sonderlöschmittel, AB Mulde), die mit zwei Wechselladerfahrzeugen (WLF) transportiert werden. Weiterhin werden zwei Mehrzweckfahrzeuge (MZF) mit Modulaufbauten geführt, welche je nach Einsatzlage die Module Brandbekämpfung, Rettungsdienst, Schlauchverlegung oder Betankung transportieren können. Vorrangig werden diese MZF bei Einsätzen in unwegsamen Geländen oder auf dem Gewässer eingesetzt, sind aber auch für Brandsicherheitswachen oder andere Einsätze verfügbar. Daneben gibt es vier Gerätewagen (GW Öl, GW Logistik, GW Technik, GW San) und diverse Kleinfahrzeuge.
An der Hauptwache ist außerdem das Feuerwehr-Service-Zentrum (FSZ) des Märkischen Kreises untergebracht. Dort werden die Schlauchwäsche sowie die Verwaltung von Atemschutzgeräten für fast den gesamten Märkischen Kreis übernommen. Den Mitarbeitern steht für den Hol- und Bringdienst ein Lkw der Feuerwehr Iserlohn zur Verfügung.

## Freiwillige Feuerwehr
In Iserlohn kommt die Freiwillige Feuerwehr immer dann zum Einsatz, wenn gemäß Alarm- und Ausrückordnung (AAO) mehr als zwölf Personen für den Einsatz erforderlich sind (z. B. bei Zimmerbränden, Verkehrsunfällen mit eingeklemmter Person, Austritt von Chemikalien) oder die Berufsfeuerwehr bereits in einem Einsatz gebunden ist und in diesem Moment kein Fahrzeug verfügbar hat. Welche Einheit entsandt wird, entscheidet das Leitstellensystem Cobra nicht mehr anhand von Löschbezirken, sondern anhand von Georeferenzierung.
Die Freiwillige Feuerwehr ist in zwölf Löschgruppen aufgeteilt, die zu vier Löschzügen zusammengefasst werden. Insgesamt sind ungefähr 320 Mitglieder der Löschgruppen:
| Nr.  | Name            | Löschzug | Fahrzeuge                               | Sonderaufgabe                                                          | Zusatzinformation |
| ---- | --------------- | -------- | --------------------------------------- | ---------------------------------------------------------------------- | --- |
| 11   | Stadtmitte      | Mitte    | MTF, LF 10, TLF 4000                    | Wasserversorgung Süd                                                   | |
| 12   | Obergrüne       | Süd      | ELW 1, HLF 10                           |                                                                        | Alarmierung erfolgt immer gemeinsam mit der Löschgruppe Untergrüne.                                                             |
| 13   | Bremke          | Mitte    | ELW 1, HLF 10, LF 10                    | Feuerwache besetzen                                                    | |
| (14) | Iserlohnerheide | Mitte    |                                         | (ehem. Feuerwache besetzen)                                            | Nicht einsatzbereit seit 1. Februar 2023. Fahrzeug und Feuerwehrangehörige wurden umverteilt. Option der Reaktivierung besteht. |
| 15   | Kesbern         | Süd      | MTF, LF 10                              | Wasserversorgung Süd                                                   | Nicht einsatzbereit in den Jahren 2021 und 2022. Seit 1. Februar 2024 wieder im Einsatzdienst.                                  |
| 21   | Letmathe        | West     | MTF, HLF 10, DLK 23, TLF 4000, Medi-Pkw | Feuerwache besetzen, Wasserversorgung Süd, First Responder             | |
| 22   | Lössel          | Süd      | LF 10                                   | Überörtliche Hilfe                                                     | |
| 23   | Oestrich        | West     | ELW 1, LF 20 KatS, GW-L2                | Überörtliche Hilfe, Feuerwache besetzen, Wasserversorgung Nord und Süd | |
| 24   | Untergrüne      | Süd      | MTF, LF 10 KatS                         | Überörtliche Hilfe, Wasserversorgung Süd                               | Alarmierung erfolgt stets gemeinsam mit der Löschgruppe Obergrüne.                                                              |
| (25) | Stübbeken       | West     |                                         | (ehem. Feuerwache besetzen)                                            | Nicht einsatzbereit seit 2021. Fahrzeug und Feuerwehrangehörige wurden umverteilt. Option der Reaktivierung besteht.            |
| 31   | Sümmern         | Nord     | MTF, HLF 10, LF 10 KatS                 | MANV, ABC / Dekon, Wasserversorgung Nord                               | |
| 32   | Drüpplingsen    | Nord     | MTF, LF 10, TLF 3000                    | MANV, ABC / Dekon, Wasserversorgung Nord                               | |
| 33   | Hennen          | Nord     | LF 10, TLF 3000, TLF 3000               | MANV, ABC / Dekon, Wasserversorgung Nord                               | |
| 34   | Leckingsen      | Nord     | ELW 1, LF 20 KatS, TLF 3000             | MANV, ABC / Dekon                                                      | |

## Sonstige Abteilungen und Aktivitäten
Die Iserlohner Jugendfeuerwehr ist der Freiwilligen Feuerwehr zugeordnet und wurde am 9. Mai 1972 gegründet. 1990 wurden die ersten Mädchen aufgenommen. Bis Ende 2008 war die Jugendfeuerwehr im Feuerwehrhaus Leckingsen untergebracht, im November 2008 ist die Jugendfeuerwehr in die Hauptwache umgezogen. Die Jugendfeuerwehr benutzt ein für eigens für sie zur Verfügung stehendes Tragkraftspritzenfahrzeug (TSF) sowie ein im Feuerwehrhaus stationiertes Mannschaftstransportfahrzeug (MTF). Die Anzahl der Mitglieder liegt seit Jahren bei etwa 35. Neben den fachlichen Ausbildungen unternehmen die Jugendlichen viele Freizeitaktivitäten miteinander.
Durch knapp 15 Einsatzkräfte aus den Löschgruppen der Freiwilligen Feuerwehr wird ein Fernmeldedienst, namens Sondereinheit-Funk (SEF oder SE-Funk), gestellt, welcher generell bei allen Einsätzen der Stichwortstufe 2 (außer Rettungsdienst) sowie auf Anforderung die Einsatzleitung entweder auf dem ELW 1 oder mit dem AB-Einsatzleitung unterstützt. Auf Anforderung kann diese Sondereinheit in anderen Städten des Märkischen Kreises, sowie im Extremfall auch außerhalb des Märkischen Kreises, eingesetzt werden.
Neben zwei weiteren Feuerwehren in Nordrhein-Westfalen, verfügt die Feuerwehr Iserlohn seit 1998 über eine Sondereinheit Rettungshundestaffel/Ortungstechnik (SE-RHOT), die unter anderem auch im Ausland nach einem Erdbeben bei der Suche nach vermissten Personen unter Trümmern zum Einsatz kommen kann.
Darüber hinaus sind innerhalb der Freiwilligen Feuerwehr modulare Gruppen (Gefahrgut, Wasserversorgung Nord und Süd, MANV) gebildet, welche bei gewissen Einsätzen zusätzlich zu der Berufsfeuerwehr und den Löschgruppen automatisch hinzu alarmiert werden. Für den überörtlichen Einsatz kann ein Logistikzug mit den wählbaren Modulen Waldbrand/Hochwasser, Brand/Explosion und Technische Hilfe gestellt werden.
Das Floriansdorf Iserlohn ist eine Bildungseinrichtung für den vorbeugenden Brandschutz und bezeichnet sich als „Zentrum für Sicherheitserziehung und Aufklärung“. Es war das erste dieser Art in Deutschland. Das Konzept wurde bereits in andere Städte „exportiert“.
Innerhalb der Feuerwehr ist ferner ein Spielmannszug in Drüpplingsen aktiv.
Gemeinsam mit der Jugend- und der Berufsfeuerwehr hat die Freiwillige Feuerwehr eine „Modellbaugruppe“ gegründet, die unter anderem eine große Planübungsanlage gebaut hat und diese weiter ausstattet.

## Besondere Einsätze
Einsätze der Feuerwehr Iserlohn, die sich durch besondere Maße (wie z. B. überregionales Interesse, Brandtote etc.) auszeichnen.
- 25. September 1980: Der Nahverkehrstriebwagen Nto 6127 entgleiste und prallte gegen ein Haus, weil Kinder Steine in die Spurrillen eines Bahnübergangs beim Bahnhof Iserlohn-Ost legten. 13 Menschen wurden verletzt.
- 28. Oktober 1997: Bei einem Großbrand in einer Matratzenfabrik im Ortsteil Grürmannsheide brannten die Hälfte der Produktionsstätten und ein Wohnhaus vollständig aus. Eine große Rauchwolke zog über das Ruhrgebiet und war bis in die Niederlande zu sehen.[16]
- 16. Juni 2001: Brandstiftung in einem Kellerverschlag eines 9-stöckigen Hochhauses. Durch fehlende Orientierung sowie die Verbreitung des Brandrauches durch das häusliche Lüftungssystem wurden 3 Menschen getötet und 17 weitere verletzt.[17][18]
- 25. Mai 2006: Feuer in einem Patientenzimmer des St. Elisabeth-Hospitals. 7 Schwerverletzte und 30 Leicht- bis Mittelschwerverletzte sowie 1 Million Euro Schaden sind die Bilanz dieses Brandes.[19]
- 22. Juli 2009: Eine Explosion in einem Chemie-Unternehmen löste einen mehrtägigen Großbrand von zwei Industrie- und einem Wohngebäude aus. In der Umgebung werden durch die Detonation Fassaden, Fenster und Rolltore zerstört. Eine Person starb und 8 weitere wurden verletzt. Neben zahlreichen Feuerwehreinheiten aus der Umgebung waren auch Werkfeuerwehren aus Marl und Leverkusen im Einsatz. Über mehrere Tage wurden die Bürger im Iserlohner Norden und Osten angehalten, sich nicht länger im Freien aufzuhalten. Die Landwirtschaft wurde gebeten, zu pausieren.[20]
- 2. Dezember 2013: Ein Autofahrer aus Menden fuhr auf der Bundesautobahn 46 in die Mittelleitplanke. Anschließend stieg er aus seinem Fahrzeug, überquerte fußläufig die Autobahn und wurde von 9 weiteren Fahrzeugen an- bzw. überfahren. Die über sechsstündige Sperrung der Autobahn führte zu massiven Verkehrsproblemen in Iserlohn, Hemer und Schwerte.[21]
- 10. Januar 2016: Bei einem schweren Verkehrsunfall auf der Bundesautobahn 46 starben zwei junge Männer. Kurz nach dem Unglück wurden bereits Bilder der Unfallstelle in sozialen Medien geteilt, wodurch während der Bergungsarbeiten aufgelöste Angehörige an der Einsatzstelle erschienen, die ebenfalls vor Ort versorgt werden mussten.[22]
- 28. Juli 2018: Mehr als 10.000 m² Wald im Waldgebiet „Wixberg“ brannten über mehrere Tage. Mehrfach musste sich die Feuerwehr wegen Weltkriegsmunition im Waldboden zurückziehen. Zeitweise waren bis zu 500 Einsatzkräfte aus dem Märkischen Kreis, Olpe, Siegen und dem Hochsauerlandkreis gleichzeitig im Einsatz.[23]
- 23. September 2018: Bei einem Großbrand in einem Galvanikbetrieb waren knapp 400 Einsatzkräfte aus dem gesamten Märkischen Kreis und Dortmund im Einsatz. 20 Feuerwehrleute werden bei diesem Einsatz verletzt.[24]
- 1. Dezember 2019: Nach einer Gasexplosion in einem Wohn- und Geschäftshaus in der Iserlohner Altstadt kam es zu einem Brand von mehreren Gebäuden bei dem 9 Personen, inklusive 2 Feuerwehrleuten, leicht bis lebensgefährlich verletzt werden.[25] Der Kurt-Schumacher-Ring, einer der städtischen Hauptverkehrsknoten, war auf Grund der Schadenausmaße mehrere Monate vollgesperrt.[26]
- 14. Juli 2021: Das Hochwasser in West- und Mitteleuropa 2021 sorgte auch in Iserlohn für hunderte Einsätze, bei denen unter anderem Feuerwehren aus dem Regierungsbezirk Detmold unterstützten. Besonders schwer betroffen waren z. B. das Grüner Tal und der Ortsteil Lasbeck. Dort mussten ganze Straßenzüge evakuiert werden und auch Monate später war beispielsweise die Landstraße 888 durch Brückenschäden teilweise vollgesperrt.[27][28]
- 13. August 2021: In einem metallverarbeitenden Betrieb in der Iserlohner Heide reagierte Salzsäure mit Chromschlamm und bildete dadurch Chlorgas. Infolgedessen mussten knapp 350 Einwohner evakuiert werden und 10 Mitarbeiter in ein Krankenhaus eingeliefert werden. Die Einwohner mehrerer Iserlohner Ortsteile wurden über Sirenen und Lautsprecherdurchsagen gewarnt und angehalten, Schutzmaßnahmen zu treffen. Der Einsatz gestaltete sich schwierig, da während der Absaugarbeiten die Konzentration des Chlorgases immer wieder anstieg. Neben den städtischen Einsatzkräften waren auch ein Messzug des Märkischen Kreises, Werkfeuerwehren und die Bezirksregierung Arnsberg im Einsatz.[29]
- 16. Juli 2023: Ein Großbrand in einem Gebäudekomplex fordert neben 8 verletzten Bewohnern und einer verletzten Einsatzkraft ein Todesopfer sowie etliche getötete Katzen. Die Feuerwehr Iserlohn erhielt Unterstützung von den Feuerwehren aus Dortmund, Hemer, Menden und Nachrodt-Wiblingwerde, sowie Rettungsdienstkräften auch über die Kreisgrenzen hinaus.[30]